# Bundesstraße
Een bundesstraße is een weg in Duitsland of Oostenrijk die onder verantwoordelijkheid van de federale overheid valt. In Duitsland worden de bundesautobahnen (autosnelwegen onder federaal beheer) hier niet onder gerekend, in Oostenrijk wel - maar daar is het begrip dan ook zuiver administratief, en de weggebruiker merkt er niets meer van in de wegnummering, die slechts onderscheid maakt tussen Straßen mit Vorrang en Straßen ohne Vorrang.